# Biarozawiczy
Biarozawiczy (biał. Бярозавічы; ros. Берёзовичи; hist. Parszewicze, biał. Паршэ́вічы, ros. Паршевичи) – wieś na Białorusi, w obwodzie brzeskim, w rejonie pińskim, w sielsowiecie Biarozawiczy, przy drodze magistralnej M10.
Znajduje się tu parafialna cerkiew prawosławna pw. Opieki Matki Bożej.
W dwudziestoleciu międzywojennym Parszewicze leżały w Polsce, w województwie poleskim, w powiecie pińskim, w gminie Żabczyce. Po II wojnie światowej w granicach Związku Sowieckiego. Od 1991 w niepodległej Białorusi.